# 吉本博
吉本 博（よしもと ひろし、1956年10月15日 - ）は、山口県徳山市出身の元プロ野球選手（捕手、内野手、外野手）・コーチ。
在日韓国人であり、本名および韓国プロ野球（KBO）での登録名は、宋 才博（ソン・ジェバク、송재박）。

## 経歴
南陽工業高校では大型捕手として注目を集め、1974年のドラフト3位で太平洋クラブライオンズに入団。膝の故障で長く一軍に定着できなかった。
1979年には長打力を買われフロリダキャンプに選抜され、4月21日のロッテ戦（川崎）でシーズン初出場。この試合は終盤までに山村善則・伊原春樹と三塁を守れる選手を使い果たしてしまった為、本来捕手である吉本が途中から三塁の守備に就いたが、吉本が現役時代に三塁を守ったのは後にも先にもこの試合だけである。5月6日のロッテ戦（西武）で同年初めて7番・右翼手として先発起用され、シーズン初安打となる二塁打を放った。その後も本職の捕手としての出場機会が無いまま迎えたシーズン終了間際の9月27日、阪急戦（西宮）でようやくプロ入り後、初めて捕手として起用された。10月3日の南海戦（西武）からシーズン最終戦までの9試合全てで捕手として先発出場し、同9日の日本ハム戦（西武）では、4回裏に佐伯和司からソロ本塁打を放ち、プロ入り初本塁打・初打点を記録。
1980年には外野手登録から捕手登録へ変更し、春季キャンプから新人の大石友好と正捕手の座を争った。開幕戦こそ大石に先発マスクを譲ったが、開幕3戦目で吉本が先発マスクを被った後は、ほとんどの試合で吉本が先発で起用された。5月に入ると打撃の調子も上昇し、同12日の近鉄戦（日生）で橘健治からシーズン1号本塁打を放つと、18日、19日の南海戦（西武）では大石弥太郎・名取和彦から2試合連続で本塁打を放った。6月14日の阪急戦（西宮）から同19日の近鉄戦（西武）の5試合では、計17打数8安打、3本塁打、6打点と固め打ちをした。その後も吉本が先発マスクで起用され続け、正捕手の座をほぼ掴んだかと思われたが、7月から8月にかけて約2ヶ月弱も離脱してしまった。それでも8月末に一軍へ戻った後は、シーズン終了まで主に吉本が先発マスクを任され続けた。10月4日のロッテ戦（川崎）では一塁手として先発起用され、3度の守備機会も無難にこなした。同年は捕手として75試合に出場し、うち57試合で先発マスクを被った。一方、正捕手争いのライバル大石も吉本と同じく捕手として75試合に出場していたが、両者とも決め手を欠く内容で正捕手の座を奪取とはならなかった。前期に6本塁打を放つなどシーズン通算8本塁打で「田淵二世」と称され、強打の捕手として期待されたが、一方の守備力は低かった。1981年も大石と併用されるが、肩が特に弱く32連続盗塁阻止失敗のワースト記録を作った。同年の7月19日の日本ハム戦（平和台）では永射保が柏原純一に敬遠球を本塁打にされるが、敬遠をするために立ち上がっていた捕手は吉本であった。永射は1球目と2球目は外角に外していたが、3球目の内角気味の球を柏原に本塁打にされた。
1982年には黒田正宏が移籍入団で出場機会が減少。
1983年開幕直前に清水宏悦と交換トレードで、横浜大洋ホエールズに移籍。ここでは代打、外野手、一塁手として起用される。
1984年には主に左翼手として15試合に先発出場した。
1986年には出場機会が減少。
1987年限りで退団。
1988年から1991年まで、本名の宋才博としてKBOのOBベアーズ（1988年 - 1990年）と太平洋ドルフィンズ（1991年）でプレーした。
引退後の1992年からOBの後身である斗山ベアーズでコーチ・二軍監督などを務め、打撃コーチを務めていた2001年、斗山打線を立て直しプレーオフ・韓国シリーズ制覇に貢献した功績を評価され、KBOのプロ野球大賞における優秀コーチ賞へ選出された。また、日本プロ野球出身者としては、初の受賞者となった。
2018年より斗山の二軍コーディネイターとなり、コーチの職務からは退いた。

## 詳細情報

### 年度別打撃成績
| 年 度     | 球 団         | 試 合 | 打 席 | 打 数 | 得 点 | 安 打 | 二 塁 打 | 三 塁 打 | 本 塁 打 | 塁 打 | 打 点 | 盗 塁 | 盗 塁 死 | 犠 打 | 犠 飛 | 四 球 | 敬 遠 | 死 球 | 三 振 | 併 殺 打 | 打 率 | 出 塁 率 | 長 打 率 | O P S |
| --------- | ------------- | ----- | ----- | ----- | ----- | ----- | -------- | -------- | -------- | ----- | ----- | ----- | -------- | ----- | ----- | ----- | ----- | ----- | ----- | -------- | ----- | -------- | -------- | ----- |
| 1978      | クラウン 西武 | 8     | 11    | 11    | 0     | 1     | 0        | 0        | 0        | 1     | 0     | 0     | 0        | 0     | 0     | 0     | 0     | 0     | 2     | 1        | .091  | .091     | .091     | .182  |
| 1979      | クラウン 西武 | 22    | 40    | 35    | 4     | 8     | 3        | 1        | 1        | 16    | 6     | 0     | 1        | 0     | 2     | 2     | 0     | 1     | 6     | 1        | .229  | .275     | .457     | .732  |
| 1980      | クラウン 西武 | 76    | 207   | 192   | 24    | 51    | 11       | 0        | 8        | 86    | 22    | 1     | 1        | 3     | 1     | 11    | 0     | 0     | 34    | 5        | .266  | .304     | .448     | .752  |
| 1981      | クラウン 西武 | 74    | 146   | 135   | 14    | 31    | 4        | 1        | 5        | 52    | 11    | 1     | 1        | 1     | 1     | 8     | 0     | 1     | 23    | 2        | .230  | .276     | .385     | .661  |
| 1982      | クラウン 西武 | 4     | 5     | 5     | 0     | 0     | 0        | 0        | 0        | 0     | 0     | 0     | 0        | 0     | 0     | 0     | 0     | 0     | 1     | 0        | .000  | .000     | .000     | .000  |
| 1983      | 大洋          | 14    | 13    | 12    | 0     | 1     | 0        | 0        | 0        | 1     | 0     | 0     | 0        | 0     | 0     | 1     | 0     | 0     | 1     | 1        | .083  | .154     | .083     | .237  |
| 1984      | 大洋          | 35    | 76    | 71    | 9     | 14    | 3        | 1        | 5        | 34    | 15    | 0     | 1        | 0     | 1     | 4     | 0     | 0     | 13    | 0        | .197  | .237     | .479     | .716  |
| 1985      | 大洋          | 31    | 51    | 49    | 4     | 11    | 3        | 0        | 2        | 20    | 3     | 0     | 0        | 0     | 0     | 2     | 0     | 0     | 9     | 0        | .224  | .255     | .408     | .663  |
| 1986      | 大洋          | 5     | 4     | 4     | 0     | 0     | 0        | 0        | 0        | 0     | 0     | 0     | 0        | 0     | 0     | 0     | 0     | 0     | 1     | 0        | .000  | .000     | .000     | .000  |
| 1987      | 大洋          | 9     | 11    | 11    | 0     | 3     | 0        | 0        | 0        | 3     | 1     | 0     | 0        | 0     | 0     | 0     | 0     | 0     | 1     | 0        | .273  | .273     | .273     | .545  |
| 1988      | OB            | 90    | 308   | 261   | 42    | 81    | 13       | 2        | 13       | 137   | 51    | 3     | 2        | 0     | 3     | 36    | 1     | 8     | 30    | 2        | .310  | .406     | .525     | .931  |
| 1989      | OB            | 86    | 271   | 234   | 21    | 62    | 14       | 3        | 3        | 91    | 33    | 0     | 1        | 1     | 3     | 31    | 1     | 2     | 34    | 5        | .265  | .352     | .389     | .741  |
| 1990      | OB            | 41    | 130   | 108   | 9     | 24    | 4        | 0        | 0        | 28    | 6     | 1     | 0        | 3     | 2     | 16    | 1     | 1     | 22    | 0        | .222  | .323     | .259     | .582  |
| 1991      | 太平洋        | 30    | 55    | 51    | 1     | 10    | 1        | 0        | 0        | 11    | 5     | 1     | 0        | 1     | 0     | 3     | 1     | 0     | 14    | 0        | .196  | .241     | .216     | .456  |
| NPB：10年 | NPB：10年     | 278   | 564   | 525   | 55    | 120   | 24       | 3        | 21       | 213   | 58    | 2     | 4        | 4     | 5     | 28    | 0     | 2     | 91    | 10       | .229  | .268     | .406     | .674  |
| KBO：4年  | KBO：4年      | 247   | 764   | 654   | 73    | 177   | 32       | 5        | 16       | 267   | 95    | 5     | 3        | 5     | 8     | 86    | 4     | 11    | 100   | 7        | .271  | .361     | .408     | .769  |

- クラウン（クラウンライターライオンズ）は、1979年に西武（西武ライオンズ）に球団名を変更
- 表中の太平洋（1991年在籍）は、KBOの太平洋ドルフィンズ

### 年度別守備成績
| 年度 | 試合数 | 企図数 | 許盗塁 | 盗塁刺 | 阻止率 |
| ---- | ------ | ------ | ------ | ------ | ------ |
| 1979 | 11     |        | 10     | 2      | .167   |
| 1980 | 75     |        | 49     | 23     | .319   |
| 1981 | 68     |        | 49     | 7      | .125   |
| 通算 | 154    |        | 99     | 32     | .244   |

### 表彰
KBO
- プロ野球大賞 優秀コーチ賞：1回 （2001年）

### 記録
NPB
- 初出場：1978年9月7日、対南海ホークス後期13回戦（平和台球場）、7回裏に奥宮種男の代打として出場
- 初安打：1978年9月9日、対近鉄バファローズ25回戦（日生球場）、7回表に吉岡悟の代打として出場、神部年男から単打
- 初先発出場：1978年9月17日、対日本ハムファイターズ後期13回戦（平和台球場）、7番・左翼手として先発出場
- 初本塁打・初打点：1979年10月9日、対日本ハムファイターズ後期11回戦（西武ライオンズ球場）、4回裏に佐伯和司からソロ

### 背番号
- 49 （1975年 - 1980年）
- 32 （1981年 - 1982年）
- 41 （1983年）
- 4 （1984年 - 1987年）
- 7 （1988年 - 1991年）
- 79 （1992年 - 2017年）

### 登録名
- 吉本 博（よしもと ひろし、1975年 - 1987年）
- 宋 才博（ソン・ジェバク、1988年 - 2017年）

## 参考資料
- 週刊ベースボール 2001年12月31日号（第56巻・第59号・通算2500号、ベースボール・マガジン社）